# José Manuel Fernández García
José Manuel Fernández García (Gijón, Asturias, España, 14 de septiembre de 1946-Oviedo, Asturias, España, 28 de julio de 2008) fue un futbolista y dirigente deportivo español. Jugaba de centrocampista y llegó a disputar siete temporadas en Primera División con el Real Sporting de Gijón. En su etapa como directivo, ocupó el cargo de gerente en el propio Sporting y, posteriormente, también en el Real Burgos C. F., el C. D. Logroñés y el Xerez C. D. Falleció como consecuencia de un derrame cerebral tras sufrir un accidente doméstico.

## Trayectoria
Dio sus primeros pasos como futbolista en equipos gijoneses de barrio como el San Lorenzo Club de Fútbol, el Club Siglo XX y el U. C. Ceares, antes de incorporarse en categoría juvenil al Real Sporting de Gijón. Tras militar en el Sociedad Deportiva La Camocha, club que ejercía como filial sportinguista, fue cedido al C. D. Ensidesa en 1967. De regreso al Sporting, debutó en Segunda División de la mano del técnico Carriega, el día 20 de octubre de 1968 frente al R. C. Celta de Vigo. A lo largo de sus diez temporadas en el equipo, consiguió dos ascensos a Primera División en las campañas 1969-70 y 1976-77. En su segunda etapa en la máxima categoría, a comienzos de la temporada 1977-78, una lesión durante un partido ante el Real Madrid C. F. provocó su abandono de la práctica del fútbol en activo.
Tras retirarse como profesional se incorporó al cuerpo técnico del Sporting, donde realizó labores de apoyo hasta que el presidente Manuel Vega-Arango le ofreció pasar a la gerencia de la entidad. Se mantuvo el cargo entre 1977 y 1990, momento en que abandonó el club gijonés para ocupar el mismo puesto en el Real Burgos C. F., el C. D. Logroñés —entre 1993 y 1998— y el Xerez C. D., desde 2002 y hasta que presentó su dimisión en noviembre de 2003.

## Selección nacional
Fue internacional en las categorías inferiores de la selección española en once ocasiones: cinco veces como internacional aficionado, otras cinco con el equipo olímpico y en una ocasión fue alineado con la sub-23. Formó parte del combinado español que se proclamó campeón de la Copa de la UEFA Amateur en 1970, en la localidad italiana de Forte dei Marmi.

## Clubes
| Club                   | País   | Temporada |
| ---------------------- | ------ | --------- |
| C. D. Ensidesa         | España | 1967-1968 |
| Real Sporting de Gijón | España | 1968-1978 |